# John Prine
Pour les articles homonymes, voir Prine.
John Prine, né le 10 octobre 1946 à Maywood dans l'Illinois et mort le 7 avril 2020 à Nashville (Tennessee), est un auteur-compositeur-interprète américain de country folk.
Figure de la musique folk américaine, dont la carrière a commencé au début des années 1970, il est le créateur de nombreuses chansons dont les textes expriment une veine poétique unique, et qui ont été interprétées ou reprises par les artistes américains les plus populaires : Hello in There (Joan Baez, Bette Midler), Sam Stone (Johnny Cash, Theo Hakola, Al Kooper), Angel From Montgomery (Theo Hakola (sur l'album drunk women and sexual water), Bonnie Raitt, Miranda Lambert, Susan Tedeschi), Souvenirs (Bettye LaVette), It's a Big Old Goofy World (Jimmy Buffett), Speed of the Sound of Loneliness (Nanci Griffith), Killing the Blues (Alison Krauss et Robert Plant).

## Biographie

### Jeunesse et débuts
John Prine est le troisième des quatre enfants de William Mason Prine et de son épouse Verna Valentine Hamm. Il est né le 10 octobre 1946 à Maywood dans l'Illinois où il passe son enfance et son adolescence, égayées par les vacances estivales que la famille passe chez des parents dans le Comté de Muhlenberg, au Kentucky, qu'il évoque dans sa chanson Paradise (le Paradis).
Son frère aîné, Dave Prine, présent au violon dans le style Old-time music et à la guitare Dobro sur plusieurs de ses albums, lui fait découvrir la musique de Hank Williams, Mississippi John Hurt et de Ramblin' Jack Elliott. Une voisine lui fait cadeau, alors qu'il a dix ans, d'un ukulélé sur lequel il apprend à jouer ses premiers accords.
Son frère Dave, qui admire la musique des New Lost City Ramblers, tente de monter son propre groupe. Pendant que Dave joue du violon, il revient à John d'assurer le rythme bluegrass sur une guitare Archtop, de marque Silvertone (Sears) qu'il avait reçue en cadeau en 1962, et sur laquelle il avait rapidement appris à jouer Freight Train d'Elizabeth Cotten, et une série de chansons de la Carter Family dont Bear Creek Blues de A.P. Carter.
John Prine, inspiré par l'écoute des disques de Spike Jones et de Merle Travis, écrit ses premières chansons à l'âge de quatorze ans. Deux d'entre elles, Fryin' Pan et Sour Grapes, figurent sur son deuxième album Diamonds in the Rough, qu'il réalise en 1972 avec de petits moyens.
John Prine termine des études au lycée en 1964 et travaille pendant deux ans comme facteur pour les services postaux américains à Chicago dans l'Illinois. Conscrit en 1966, le caporal John Prine est affecté en Allemagne où il passe deux ans dans le groupe d'entretien des moteurs, échappant ainsi à la Guerre du Viêt Nam.
De retour à Chicago, il commence à jouer dans des bars, avec un répertoire qui comprend des chansons comme Sam Stone et Paradise. En 1970, il obtient un premier engagement au "Fifth Peg", puis au "Earl Of Old Town". Il y rencontre Steve Goodman avec lequel il noue des relations d'amitiés et d'admiration réciproques.

### Premiers succès
En 1971, Steve Goodman a l'occasion d'interpréter une chanson de John Prine dans un spectacle auquel assiste Kris Kristofferson. Il parvient à le convaincre, ainsi que Jerry Wexler d'Atlantic Records, de venir écouter John Prine au "Earl Of Old Town", où celui-ci donne, en quelque sorte, le concert de sa vie. Le lendemain de la prestation, Jerry Wexler lui fait parvenir une proposition de contrat pour un premier album.
Ce premier album, simplement intitulé John Prine, est enregistré à Memphis (Tennessee) et produit par Arif Mardin. Selon John Prine, une plage au moins, Paradise, a été enregistrée à New York, avec Steve Goodman et David Prine. Le succès de la poésie portée par les chansons de John Prine est immédiat et conduit Bette Midler à reprendre Hello In There, et Bonnie Raitt à interpréter Angel from Montgomery. Hello In There sera aussi reprise par Joan Baez sur l'album Diamonds and Rust en 1975.

### Artiste indépendant
John Prine s'installe à Nashville au début des années 1980 dans l'intention de travailler de manière indépendante. Il y crée, avec Al Bunetta et Dan Einstein, le label Oh Boy records qui publiera la plupart de son œuvre enregistrée.

### Mort
John Prine, atteint par la maladie à coronavirus 2019, est hospitalisé le 26 mars 2020. Il meurt de complications liées à cette maladie le 7 avril. Ses cendres sont dispersées dans la rivière Green.

## Anecdotes
John Prine se souvient du compliment que Bill Monroe lui fit, lors de leur première rencontre, dans les années 1970. Après qu'ils se furent présentés, Bill Monroe dit : 

« John a écrit une chanson à propos du Comté de Muhlenberg. Oh oui ! Je crois que je recherchais cette chanson depuis les années 1920. »

Bill Monroe et son frère Charlie Monroe étaient originaires de la même région que les aïeux de John Prine, la vallée de la Green River, au bord de laquelle se trouvait la ville de Paradise qui lui inspira la chanson du même nom. Paradise avait connu, dans les années 1850, un fort développement, lié à l'exploitation des mines de charbon dont l'exploitation était encouragée par la navigabilité de la Green River. Elle fut alors peuplée surtout par des mineurs qui venaient du comté d'Ayrs en Écosse et comptait environ 35 maisons.
Les dernières mines de charbon furent fermées en 1959, et la plupart des habitants vendirent leurs propriétés à la Tennessee Valley Authority qui fit raser les maisons. Le 17 novembre 1967, les cinq ou six dernières familles, qui y habitaient encore, cédèrent leurs biens afin de s'installer ailleurs dans le comté, le bureau de poste ferma, et la Tennessee Valley Authority fit raser ce qu'il restait du village. Si bien qu'il ne reste aucune trace du village de Paradise.

## Chansons signatures
Le tableau ci-dessous présente quelques-unes des chansons de John Prine qui ont été le plus interprétées par d'autres artistes.
| Titre          | Artiste         | Millésime | Album                      | Note |
| -------------- | --------------- | --------- | -------------------------- | --- |
| Hello In There | John Prine      | 1971      | John Prine                 | |
| Hello In There | Bette Midler    | 1972      | The Divine Miss M          | Disque de platine, Grammy award pour l'album.                                                                         |
| Hello In There | Joan Baez       | 1975      | Diamonds and Rust          | |
| Hello In There | Reg Livermore   | 1975      | Betty Blokk-Buster Follies | |
| Hello In There | David Allan Coe | 1983      | Hello in There             | |
| Hello In There | Eddi Reader     | 1991      | Mirmama                    | |
| Hello In There | John McDermott  | 1999      | Love Is a Voyage           | L'album a fait l'objet de plusieurs éditions (1995 selon wikipedia en anglais) et en 2005, sous une forme "améliorée" |
| Hello In There | Andrew Calhoun  | 1999      | Where Blue Meets Blue      | |
| Hello In There | 10,000 Maniacs  | 2004      | Campfire Songs             | |
| Hello In There | David Munyon    | 2009      | Big Shoes                  | |

## Discographie
- 1971 : John Prine
- 1972 : Diamonds in the Rough
- 1973 : Sweet Revenge
- 1975 : Common Sense
- 1978 : Bruised Orange
- 1979 : Pink Cadillac
- 1980 : Storm Windows
- 1984 : Aimless Love
- 1986 : German Afternoons
- 1991 : The Missing Years
- 1993 : A John Prine Christmas
- 1995 : Lost Dogs and Mixed Blessings
- 1999 : In Spite of Ourselves
- 2000 : Souvenirs
- 2005 : Fair & Square
- 2007 : Standard Songs for Average People (avec Mac Wiseman)
- 2016 : For Better, or Worse
- 2018 : The Tree of Forgiveness

## Témoignages de reconnaissance et trophées
- En 2003, John Prine a été inscrit au Temple de la renommée des auteurs-compositeurs de Nashville, Tennessee (Nashville Songwriters Hall of Fame)[12].
- En 2005, John Prine a été, à la demande du poète lauréat Ted Kooser, le premier Auteur-compositeur-interprète qui a donné une conférence et joué sa musique à la Bibliothèque du Congrès[1].
- En 2006, son album Fair & Square a reçu un Grammy Award dans la catégorie Meilleur Album de Folk Contemporain[1].